# 阔瓣鸢尾兰
阔瓣鸢尾兰（学名：Oberonia latipetala）为兰科鸢尾兰属下的一个种。

## 扩展阅读
- 維基物種上的相關：阔瓣鸢尾兰